# Terrence Drisdom
Terrence Lee Drisdom (Corona, 30 luglio 1992) è un cestista statunitense.